# 天主教南薩哈林斯克宗座監牧區
天主教南薩哈林斯克宗座監牧區（拉丁語：Apostolica Praefectura Sachaliniana Meridionalis），是羅馬天主教會在俄羅斯的一個宗座監牧區，直屬教廷。
範圍包括整個薩哈林州。2010年有1,000名教友，估轄區總人口0.2%。有兩個堂區、兩名司鐸。監牧之位在第二任監牧1989年去世後懸空，2000年以前由天主教札幌教區主教署理，以後由天主教伊爾庫茨克教區主教署理。目前署理為西里爾·克里莫維茲。
豐原自治傳教區建於1932年7月18日，1938年5月21日升格為監牧區。2002年4月10日易名至今。